# 一宮稲沢北インターチェンジ
一宮稲沢北インターチェンジ（いちのみやいなざわきたインターチェンジ）は、愛知県一宮市にある東海北陸自動車道のインターチェンジ（地域活性化インターチェンジ）である。

## 概要
一宮JCTから東海北陸自動車道の本線を南側へ延伸させ、センターランプ方式で愛知県道14号岐阜稲沢線（西尾張中央道）に接続する。総事業費は約80億円。愛知県では初めての地域活性化インターチェンジとして建設された。当ICに名神高速道路方面へのランプウェイは設置されない。名神高速道路一宮IC - 一宮JCTや周辺道路の渋滞緩和も狙いに設置された。
東海北陸自動車道の当ICから美濃関JCTまでの区間では、利用距離あたりの高速料金が大都市近郊区間の料金水準である。

## 道路
- E41 東海北陸自動車道（1番）

名神高速道路とは接続しない。

## 料金所
- ブース数 : 4

### 入口
- ブース数 : 2
  - ETC専用 : 1
  - ETC/一般 : 1

### 出口
- ブース数 : 2
  - ETC専用 : 1
  - ETC/一般 : 1

## 接続する道路
- 愛知県道14号岐阜稲沢線（西尾張中央道）

## 歴史
地域活性化インターチェンジとして2009年（平成21年）6月30日に施行命令が出た。名鉄尾西線（苅安賀駅 - 観音寺駅間）の高架化事業も同時並行で進められている。当初の予定では2011年（平成23年）度から着工し、2013年（平成25年）度末の供用開始を目指していたが、後に2017年（平成29年）度に延期された。しかし、工事が遅れているため供用開始時期が再度延期され、2021年（令和3年）3月28日に供用開始された。建設中の仮称は、西尾張インターチェンジであったが、2020年（令和2年）8月5日に正式名称が、一宮稲沢北インターチェンジと発表された。名称の理由は、所在地は一宮市であり、また、稲沢市との市境より北へ約2.2kmの位置に設置されるため、「稲沢」に「北」を加えることによってICの位置がよりわかりやすくするため。インターチェンジ番号は「1」となり、一宮西インターチェンジは「1-1」に変更される。

### 年表
- 2009年（平成21年）6月30日 : 施行命令。
- 2011年（平成23年）度 : 着工。
- 2020年（令和2年）8月5日 : IC名称が「西尾張IC（仮称）」から「一宮稲沢北IC」に正式決定[9]。
- 2021年（令和3年）3月28日 : 供用開始[8]。

## 隣
E41 東海北陸自動車道
（一宮西港道路） - (1) 一宮稲沢北IC - (25-1) 一宮JCT